# SATO (logiciel)
Pour les articles homonymes, voir Sato.
SATO (pour Système d'analyse de texte par ordinateur) est un logiciel d'analyse de données textuelles ou de statistique textuelle. Le logiciel a été conçu par François Daoust de l'Université du Québec à Montréal au Québec (Canada). 
SATO permet à l'utilisateur d'explorer ses ensembles de textes ou corpus tant sur le plan du texte que du lexique. SATO est un logiciel à la structure ouverte, il permet de définir des processus de recherche en fonction d'une analyse d'hypothèses (hypothéticodéductif ou déduction) ou d'exploration (inductif). SATO permet d'enrichir le texte et le lexique de données sémantiques, grammaticales et sociologiques grâce à des processus manuel, assisté ou automatique. Le logiciel permet également l'exploration par sous-textes segmentés en fonction de locuteurs, de périodes, de la structure interne de l'argumentation ou du texte ou encore par segments identifiés par des mots-pôles.